# Velilla de los Oteros
Velilla de los Oteros es una pedanía perteneciente al municipio de Pajares de los Oteros, situado en la comarca de Los Oteros con una población de 27 habitantes según el INE.
Está situado al final de la CV-195-4 pasando por Morilla de los Oteros.
Las fiestas patronales son el 6 y 7 de agosto en honor a El Salvador.

## Demografía
Tiene 27 habitantes, 16 varones y 11 mujeres censados en la pedanía (INE 2021).